# Jorge Oropeza
Jorge Oropeza Torres (n. 4 mai 1983, Ciudad de Mexico) este un fotbalist mexican, ce joacă în prezent pentru echipa FCM Bacău, pe postul de mijlocaș.

## Cariera
Jorge a început să joace fotbal la vârsta de 6 ani până a ajunge să joace la Necaxa, echipă din a 3-a divizie națională mexicană. A mers apoi la América, la o echipă ce evolua în a 2-a divizie națională. În primul său sezon cu noua echipă, acesta a ajuns la play-off si apoi la finală, pentru ca următorul sezon să ajungă la play-off si apoi in semifinale.
După un an și jumătate, Oropeza a fost gata pentru a demonstra abilitățile sale și dorința sa de a continua creșterea ca un jucător de fotbal profesionist mexican.
Oropeza a primit oportunitatea de la Pablo Luna de a juca pentru FC Toluca, în prima Divizie cu Atlético Mexiquense. În primul său sezon cu Atlético Mexiquense, a ajutat echipa să ajungă în finală, împotriva echipei San Luis. După finală, Oropeza a mai jucat 2 sezoane apoi a plecat la FC Toluca.
Oropeza a revenit la Atlético Mexiquense pentru că au ajuns o mulțime de jucători în prima echipă. El a continuat de lucru, dar a pierdut speranța de a juca din nou cu Toluca.
Oropeza apoi a mers la Cancún, la proiectul de fotbal național cu reprezentanții lui Eder Turrubiarte (agentul FIFA) și Carlos Turrubiarte. A avut opțiuni de a juca într-un alt club din prima divizie, dar a rămas la echipă, a făcut o declarație către reprezentanții săi, voind niște opțiuni pentru îmbunătățirea nivelului său ca jucător.
În consecință, Carlos Eder a început căutarea pentru diferite opțiuni de care ar fi putut beneficia Oropeza, găsind către MLS în SUA și Danemarca. În curând a existat o ofertă de la o echipa de fotbal din Albania care Jorge Oropeza și reprezentanții săi au acceptat-o. Atunci el a jucat pentru Klubi Sportiv Flamurtari Vlorë.
În prezent joacă pentru echipa de fotbal din Bacău, FCM Bacău.

## Viața personală
Îi place să cânte la chitară și la tobă, deseori joacă cu prietenii săi la Xbox 360.